# Сент Џорџ (Аљаска)
Сент Џорџ (енгл. St. George) град је у америчкој савезној држави Аљаска.

## Демографија
По попису из 2010. године број становника је 102, што је 50 (-32,9%) становника мање него 2000. године.
| Група             | 2000.     | 2010.    |
| Белци             | 12 (7,9%) | 9 (8,8%) |
| Афроамериканци    | 0 (0,0%)  | 0 (0,0%) |
| Азијати           | 0 (0,0%)  | 0 (0,0%) |
| Хиспаноамериканци | 0 (0,0%)  | 1 (1,0%) |
| Укупно            | 152       | 102      |